# Forbasy
Forbasy (węg. Poprádfalu, do 1899 Forbasz) – wieś (obec) na Słowacji w kraju preszowskim, powiecie Lubowla. Położona jest w zakolu Popradu. Przez Forbasy przebiegają droga krajowa nr 77 i linia kolejowa nr 185 (przy której znajduje się przystanek kolejowy Forbasy).
Wieś pierwszy raz w dokumentach pojawia się w 1311. Kolonizowana przez Polaków, później również Niemców. Była to wieś polska. W latach 1412–1772 w ramach zastawu spiskiego należała do Korony Królestwa Polskiego.
Znajduje się tu zabytkowy kościół rzymskokatolicki pw. św. Doroty.

## Demografia
Według danych z 2001 Forbasy zamieszkiwało:
- 99,19% Słowaków
- 0,54% Polaków
- 0,27% Ukraińców

Skład wyznaniowy wyglądał następująco:
- 95,68% Kościół rzymskokatolicki
- 4,05% Kościół greckokatolicki
- 0,27% nie określono

## Kultura
We wsi jest używana gwara przejściowa słowacko-spiska. Gwara spiska jest zaliczana przez polskich językoznawców jako gwara dialektu małopolskiego języka polskiego, przez słowackich zaś jako gwara przejściowa polsko-słowacka.